# Perigona
Perigona is een geslacht van kevers uit de familie van de loopkevers (Carabidae). De wetenschappelijke naam van het geslacht is voor het eerst geldig gepubliceerd in 1835 door Castelnau.

## Soorten
Het geslacht Perigona omvat de volgende soorten:
- Perigona acupalpoides Bates, 1883
- Perigona africana Csiki, 1924
- Perigona andrewesi Jedlicka, 1935
- Perigona angolana (Basilewsky, 1989)
- Perigona angustata Fauvel, 1907
- Perigona arrowi Jedlicka, 1935
- Perigona belloi Giachino; Moret & Picciau, 2008
- Perigona bembidioides Alluaud, 1936
- Perigona bigener Bates, 1892
- Perigona breviuscula (Motschulsky, 1862)
- Perigona brunnea Andrewes, 1930
- Perigona castanea (Motschulsky, 1861)
- Perigona columbiana Putzeys, 1878
- Perigona congoana Burgeon, 1935
- Perigona convexicollis Putzeys, 1875
- Perigona coquereli Fairmaire, 1868
- Perigona cordens Darlington, 1968
- Perigona cordicollis Bates, 1882
- Perigona dentifera Darlington, 1968
- Perigona descarpentriesi (Deuve, 1998)
- Perigona dorsata Darlington, 1964
- Perigona elgonensis (Jeannel, 1935)
- Perigona endogaeus (Jeannel, 1935)
- Perigona erimae Csiki, 1924
- Perigona erythroma Andrewes, 1929
- Perigona exigua (A.Morawitz, 1863)
- Perigona franzi (Basilewsky, 1961)
- Perigona gerardi Perrault, 1985
- Perigona grandis Jedlicka, 1935
- Perigona guadeloupensis Fleutiaux & Salle, 1889
- Perigona heterodera Alluaud, 1936
- Perigona hirtella (Basilewsky, 1953)
- Perigona ituriana (Leleup, 1954)
- Perigona jacobsoni Andrewes, 1929
- Perigona katonae Csiki, 1924
- Perigona kivuana (Basilewsky, 1989)
- Perigona laevigata (Bates, 1872)
- Perigona laevilateris (Bates, 1872)
- Perigona lata Andrewes, 1929
- Perigona lebioides Csiki, 1924
- Perigona leleupi (Basilewsky, 1951)
- Perigona livens Putzeys, 1873
- Perigona luberoensis (Basilewsky, 1989)
- Perigona ludovici Csiki, 1924
- Perigona malayensis Csiki, 1924
- Perigona maynei Basilewsky, 1949
- Perigona mediornata Basilewsky, 1989
- Perigona melanocephala Jeannel, 1948
- Perigona microphthalma Jeannel, 1950
- Perigona microps Darlington, 1934
- Perigona milicola (Basilewsky, 1950)
- Perigona minor Putzeys, 1875
- Perigona minuscula (Basilewsky, 1989)
- Perigona nigriceps (Dejean, 1831)
- Perigona nigricollis (Motschulsky, 1851)
- Perigona nigrifrons (Motschulsky, 1859)
- Perigona nigrociliata Basilewsky, 1953
- Perigona obscurata Alluaud, 1936
- Perigona obscuriceps Louwerens, 1951
- Perigona ozaenoides (Bates, 1872)
- Perigona pallida Castelnau, 1835
- Perigona pallipennis (LeConte, 1853)
- Perigona panganica Csiki, 1924
- Perigona papuana Csiki, 1924
- Perigona parallela Chaudoir, 1878
- Perigona parvicollis Andrewes, 1929
- Perigona picea Darlington, 1934
- Perigona picipennis Louwerens, 1951
- Perigona picta Darlington, 1964
- Perigona plagiata Putzeys, 1875
- Perigona plesia Alluaud, 1936
- Perigona plesioides Jeannel, 1948
- Perigona praecisa (Bates, 1872)
- Perigona prasina Alluaud, 1936
- Perigona principensis A.Serrano, 2008
- Perigona procera Fauvel, 1907
- Perigona pubescens Jeannel, 1941
- Perigona pygmaea Andrewes, 1930
- Perigona rex Darlington, 1968
- Perigona rossi Darlington, 1968
- Perigona rotundicollis Basilewsky, 1976
- Perigona ruandana (Basilewsky, 1956)
- Perigona rubida Andrewes, 1936
- Perigona ruficollis (Motschulsky, 1851)
- Perigona rufilabris (W.J.MacLeay, 1871)
- Perigona schmitzi (Basilewsky, 1989)
- Perigona schoutedeni (Leleup, 1954)
- Perigona serica Andrewes, 1929
- Perigona sexstriata (Bates, 1872)
- Perigona sinuata Bates, 1883
- Perigona sinuaticollis Bates, 1886
- Perigona subcordata Putzeys, 1875
- Perigona subcyanescens Putzeys, 1875
- Perigona sulcatipennis Andrewes, 1930
- Perigona suturalis Putzeys, 1875
- Perigona suturella Fairmaire, 1868
- Perigona termitis Jeannel, 1941
- Perigona tonkinensis (Silvestri, 1946)
- Perigona tricolor (Castelnau, 1867)
- Perigona tronqueti Perrault, 1988
- Perigona tumbanus (Basilewsky, 1956)
- Perigona uluguruana Basilewsky, 1976
- Perigona viridimicans (Jeannel, 1948)
- Perigona vixstriata (Bates, 1872)
- Perigona wachteli Baehr, 2004
- Perigona yasumatsui Habu, 1953
- Perigona zanzibarica Chaudoir, 1878